# بايورنال
بلدية بايورنال (بالإسبانية: Piornal)‏، هي بلدية تقع في مقاطعة قصرش والتي تقع في منطقة إكستريمادورا، غرب إسبانيا.
يبلغ عدد سكانها 1.554 نسمة وفقاً لإحصائية سنة (2002).